# 카보베르데의 코로나19 범유행
다음은 카보베르데의 코로나19 범유행 현황에 대한 설명이다.

## 배경
세계보건기구(WHO)는 12일 2019년 12월 31일 처음 WHO의 주목을 받았던 중화인민공화국 후베이성 우한시의 한 집단에서 신종 코로나바이러스가 호흡기 질환의 원인임을 확인했다. 이 군단은 처음에 우한화난수산물도매시장과 연결되어 있었다. 그러나 실험실 확정 결과가 나온 그 첫 사례들 중 일부는 시장과 연관성이 없었고, 전염병의 근원은 알려져 있지 않다.
2003년 사스와 달리 COVID-19의 경우 치명률은 훨씬 낮았지만, 총 사망자 수가 상당할 정도로 감염 경로는 훨씬 더 컸다. COVID-19는 전형적으로 약 7일 정도의 독감과 유사한 증상을 보이며, 그 후 일부 사람들은 병원에 입원해야 하는 바이러스성 폐렴의 증상으로 발전한다. 3월 19일부터 COVID-19는 더 이상 "높은 결과 감염병"으로 분류되지 않았다.

## 연혁
3월 20일, 영국에서 온 62세의 외국인으로 국내에서 처음으로 COVID-19의 사례가 확인되었다.
다음날인 3월 21일 2건이 추가로 확인됐다. 두 사건 모두 네덜란드에서 온 60세, 영국에서 온 62세 관광객이었다. 이 두 사례와 이전 사례들은 모두 보아비스타섬에 있다가 양성 반응이 나왔다. 첫번째 사망자는 3월 24일 카보베르데에서 처음 확인된 사건과 관련하여 발표되었다.
지난 3월 25일, 유럽에서 돌아온 43세의 카보베르데 시민이 산티아구섬의 수도 프라이아에서 발견된 첫 사례로 네 번째 사례가 확인되었다. 다음날인 3월 26일, 카보베르데 보건부 장관은 이 남자의 아내도 양성반응이 나왔다고 발표하여, 처음으로 보고된 지역 전염병이 되었다.

## 같이 보기
- 아프리카의 코로나19 범유행
- 나라별 코로나19 범유행